# Drepanulatrix falcataria
Drepanulatrix falcataria là một loài bướm đêm trong họ Geometridae.